# Лоцу
Лоцу (рум. Loțu) — село у повіті Муреш в Румунії. Адміністративно підпорядковане місту Синджорджу-де-Педуре.
Село розташоване на відстані 237 км на північний захід від Бухареста, 30 км на південний схід від Тиргу-Муреша, 107 км на схід від Клуж-Напоки, 99 км на північний захід від Брашова.

## Населення
За даними перепису населення 2002 року у селі проживали 6 осіб, усі — угорці. Усі жителі села рідною мовою назвали угорську.